# Lars-Erik Sjöberg
Temple de la renommée du hockey suédois : 2012
Lars-Erik Sjöberg (né le 4 mai 1944 à Falun en Suède, mort le 20 octobre 1987 à Uppsala en Suède) était un joueur professionnel de hockey sur glace qui évoluait au poste de défenseur.

## Carrière
Après douze saisons en championnat Élite suédois (Elitserien) et en 1969, il remporte le titre de meilleur joueur suédois (Guldpucken).
Sjörberg fut engagé par les Jets de Winnipeg en 1974 pour qui il évolua dans l'Association mondiale de hockey et dans la Ligue nationale de hockey. Il a rejoint l'équipe au même moment que ses compatriotes Anders Hedberg et Ulf Nilsson ainsi que le Finlandais Heikki Riihiranta. Les Jets ont remporté trois championnats de l'AMH au cours de ses cinq saisons, puis rejoignent la LNH en 1979-80.
Il fut le premier non nord-américain à devenir capitaine d'une équipe de LNH.
Lors du championnat du monde de hockey sur glace de 1974 il fut élu meilleur défenseur du tournoi. Quatre saisons plus tard, en 1978, ce fut au tour de l'AMH de le sacrer meilleur défenseur (trophée Dennis-A.-Murphy).
Il était recruteur pour les Rangers de New York lorsqu'il succomba à un cancer en 1987.

## Statistiques
| Saison     | Équipe           | Ligue      |    | Saison régulière | Saison régulière | Saison régulière | Saison régulière | Saison régulière |    | Séries éliminatoires | Séries éliminatoires | Séries éliminatoires | Séries éliminatoires | Séries éliminatoires |
| Saison     | Équipe           | Ligue      | PJ | B                | A                | Pts              | Pun              | PJ               | B  | A                    | Pts                  | Pun                  |                      |                      |
| 1974-1975  | Jets de Winnipeg | AMH        | 75 | 7                | 53               | 60               | 30               | --               | -- | --                   | --                   | --                   |                      |                      |
| 1975-1976  | Jets de Winnipeg | AMH        | 81 | 5                | 36               | 41               | 12               | 13               | 0  | 5                    | 5                    | 12                   |                      |                      |
| 1976-1977  | Jets de Winnipeg | AMH        | 52 | 2                | 38               | 40               | 31               | 20               | 0  | 6                    | 6                    | 22                   |                      |                      |
| 1977-1978  | Jets de Winnipeg | AMH        | 78 | 11               | 39               | 50               | 72               | 9                | 0  | 9                    | 9                    | 4                    |                      |                      |
| 1978-1979  | Jets de Winnipeg | AMH        | 9  | 0                | 3                | 3                | 2                | 10               | 1  | 2                    | 3                    | 4                    |                      |                      |
| 1979-1980  | Jets de Winnipeg | LNH        | 79 | 7                | 27               | 34               | 48               | --               | -- | --                   | --                   | --                   |                      |                      |
| Totaux LNH | Totaux LNH       | Totaux LNH | 79 | 7                | 27               | 34               | 48               |                  |    |                      |                      |                      |                      |                      |